# Iron Will - Volontà di vincere
Iron Will - Volontà di vincere (Iron Will) è un film del 1994 diretto da Charles Haid.

## Trama
Will Stoneman perde il padre in un incidente sul ghiaccio durante il quale egli, con un gesto eroico, taglia la corda che lo lega ai suoi cani da slitta per permettere a loro e al figlio di salvarsi. La fattoria della sua famiglia va così in rovina e Will decide di intraprendere una corsa di cani da slitta, sperando di poter vincere la posta in palio di 10.000 dollari, e salvare la propria fattoria. Per far questo dovrà portare con sé i suoi cani da slitta e soprattutto Gas, il cane del padre; dopo una prima resistenza causata da un rapporto non idilliaco, Will si convince che la vittoria è possibile solo grazie a Gas, nettamente il più autorevole dei cani a sua disposizione. Una volta riuscito a prendere parte alla corsa, aiutato dal giornalista Harry Kingsley, riuscirà, sebbene ostacolato dallo spietato concorrente svedese Borg Guillarson e dall'organizzatore della corsa Angus McTeague, a vincere con coraggio e dedizione la gara ed a salvare la sua fattoria, dimostrando una determinazione eccezionale e una resistenza d'acciaio, per il quale viene soprannominato "Iron Will" e viene elevato ad icona dell'America. La sua gara appassiona l'intera nazione che lo vede come la speranza del paese.

## Personaggi
Will Stonemen: interpretato da Mackenzie Astin. Giovane diciassettenne orfano di padre che decide di partecipare alla più pericolosa corsa di cani da slitta per salvare la fattoria di famiglia e andare al college. Il suo coraggio e la sua infaticabile determinazione lo rendono presto un'icona per i propri connazionali americani col soprannome di "Iron" Will.
Harry Kingsley: interpretato da Kevin Spacey. Cinico giornalista, mellifluo e ambizioso. Supporta Will solo per potersi guadagnare una promozione alla sede principale del suo giornale tentando di farlo diventare un eroe per i lettori, senza alcun interesse per la sopravvivenza del ragazzo. Messo dinanzi al suo squallido atteggiamento, finirà con lo schierarsi sinceramente dalla parte di Will e a capire l'importanza dei giusti valori.
J.W. Harper: interpretato da David Ogden Stiers: magnate delle ferrovie e organizzatore della corsa di cani da slitta. Inizialmente accetta l'iscrizione di Will solo per evitare fastidi da parte di Kingsley, pensando di squalificarlo alla prima scusa buona, ma col passare del tempo giunge ad ammirare sinceramente la volontà di Will, rivendendo in lui i sogni e le speranze della gioventù che lui stesso condivideva prima di arricchirsi, e a puntare su di lui per la vittoria.
Angus McTeague: interpretato da Brian Cox: uno degli sponsor principali della corsa e rivale di scommesse di J.W. Harper. Uno dei due antagonisti della storia. Competitivo e avido, prende in antipatia Will solo in virtù di una scommessa persa con Harper e si adopera per tentare di fargli abbandonare la corsa in più modi, sia promettendo denaro a Borg per fermarlo scorrettamente sia tentando di corrompere lo stesso Will per ritirarsi.
Borg Guillarson: interpretato da George Gerdes: uno dei concorrenti della corsa. Insieme a McTeague è l'antagonista della vicenda. Spietato, aggressivo e borioso, nonché violento con i suoi stessi cani che sprona a frustate, usa ogni trucco e scorrettezza per eliminare i suoi rivali e prende in forte antipatia Will per la sua testardaggine e convinzione, da lui ritenuta solo spocchia infantile.

## Distribuzione
Il film è uscito nelle sale cinematografiche statunitensi il 14 gennaio 1994. Nelle sale italiane, invece, è uscito il 3 dicembre dello stesso anno.

### Edizione Italiana
La direzione del doppiaggio italiano è a cura di Alessio Cigliano, su dialoghi di Noemi Gifuni, per conto de LaBiBi.it con la collaborazione della S.A.S. La sonorizzazione, invece, venne affidata alla N.C.